# Rattus hainaldi
Rattus hainaldi là một loài động vật có vú trong họ Chuột, bộ Gặm nhấm. Loài này được Kitchener, How, & Maharadatunkamsi miêu tả năm 1991.